# Dlaczego nie jestem chrześcijaninem
Dlaczego nie jestem chrześcijaninem (ang. Why I Am Not a Christian) – esej brytyjskiego filozofa Bertranda Russella wyjaśniający jego ateizm. Pierwotnie wygłoszony pod auspicjami południowo-londyńskiego oddziału National Secular Society 6 marca 1927 roku w ratuszu w Battersea, w tym samym roku został opublikowany w broszurze i kilkukrotnie przedrukowany w języku angielskim i w tłumaczeniach.
Jest wymieniany jako jedna z najbardziej wpływowych publikacji XX wieku. Z reguły jest publikowany z innymi esejami Russella o podobnej tematyce.

## Treść
Russell zaczyna od określenia, co rozumie pod pojęciem chrześcijanin, i wyjaśnia, dlaczego „nie wierzy w Boga i w nieśmiertelność” i dlaczego „nie sądzi, że Chrystus był najlepszym i najmądrzejszym z ludzi”, dwa warunki, które określa jako „niezbędne, aby ktokolwiek nazywał siebie chrześcijaninem”. Rozważa szereg logicznych argumentów istnienia Boga, uwzględniając w szczególności teologię chrześcijańską. Zaprzecza argumentowi teleologicznemu stosując dowód nie wprost i preferuje teorię Darwina.
Russell wyraża także wątpliwość w historyczne istnienie Jezusa i w kwestię moralności religii, która, jego zdaniem, oparta jest głównie na strachu.
Książki zawierające ten esej, zawierają z reguły również inne autorstwa Russella o zbliżonej tematyce:
| Nazwa po polsku                                   | Nazwa oryginalna                                        |
| ------------------------------------------------- | ------------------------------------------------------- |
| Czy religia miała pożyteczny wkład cywilizacyjny? | Has Religion Made Useful Contributions to Civilization? |
| W co wierzę                                       | What I Believe                                          |
| Czy trwamy po śmierci?                            | Do We Survive Death?                                    |
| Zdaje się, Pani? Nie, to jest                     | Seems, Madam? Nay, It Is                                |
| Kult ludzi wolnych                                | A Free Man’s Worship                                    |
| O sceptykach katolickich i protestanckich         | On Catholic and Protestant Skeptics                     |
| Życie w średniowieczu                             | Life in The Middle Ages                                 |
| Los Thomasa Paine'a                               | The Fate of Thomas Paine                                |
| Mili ludzie                                       | Nice People                                             |
| Nowe pokolenie                                    | The New Generation                                      |
| Nasza etyka seksualna                             | Our Sexual Ethics                                       |
| Wolność a uniwersytety                            | Freedom and the Colleges                                |
| Czy religia może wyeliminować nasze problemy?     | Can Religion Cure Our Troubles?                         |
| Religia a Moralność                               | Religion and Morals                                     |

## Historia
Pierwsza niemiecka edycja ukazała się w 1932 roku w zainspirowanym przez Ernsta Haeckela wydawnictwie stowarzyszenia monistów Kreis der Freunde monistischen Schrifttums w Dreźnie. W 1957 roku Paul Edwards wolał Russella od bardziej modnego Ludwiga Wittgensteina i opublikował esej oraz dalsze teksty odnoszące się do artykułów wydanych w The Bertrand Russell Case. Russell został pozbawiony profesury w Nowym Jorku za swoje poglądy polityczne i świeckie oraz tolerancję dla wersji homoseksualizmu zwanej gay until graduation. Niektóre kraje zakazały publikacji książki, w tym RPA. Rozszerzona wersja została opublikowana w różnych edycjach, począwszy od 1960 roku. W Nowojorskiej Bibliotece Publicznej jest wymieniana wśród najbardziej wpływowych książek XX wieku.
Tytuł zainspirował powstanie innych książek. William E. Connolly Why I Am Not a Secularist (2000) bezpośrednio nawiązał do różnych aspektów argumentów Russella. Widzi jego podejście jako próbę przeniesienia opartego na nauce żydowsko-chrześcijańskiego dziedzictwa środka ciężkości w życiu publicznym na inny, oparty na poglądach świeckich. Connolly ma wątpliwości do tej wymiany przyjętego przez wszystkich autorytatywnego podejścia do etyki społecznej i społecznego rozsądku nowymi, które będą przestrzegać wszyscy „rozsądni” obywatele. Zastanawia się, co zamiast nowych form zaangażowania społeczeństwa, które pozwalają na coraz bardziej zróżnicowane perspektywy oddziaływania między ludźmi. Wymienia różnych ważnych filozofów, począwszy od Nietzschego, Freuda, i Judith Butler do Michaela Shapiro i Foucaulta, aby wskazać takie poglądy. Connolly twierdzi, że styl laickości Russella, choć warty podziwu, w wyniku wąskiego i nietolerancyjnego zrozumienia sfery publicznej może osłabić swoje własne cele dążenia do wolności i różnorodności.

## Dzieła innych autorów o podobnej nazwie
- Why I Am an Atheist (Dlaczego jestem ateistą), esej indyjskiego rewolucjonisty Bhagata Singha (1930).
- Why I Am Not an Atheist (Dlaczego nie jestem ateistą), książka szkockiego autora David J. Randall (2013).
- Dlaczego nie jestem konserwatystą, esej Friedricha Hayeka ekonomisty szkoły austriackiej (1960).
- Dlaczego do tej pory jestem chrześcijaninem, książka katolickiego teologa Hansa Künga (1987).
- Why I Am Not a Muslim (Dlaczego nie jestem muzułmaninem), według Ibn Warraqa, wydana w 1995 książka również krytykuje religię, w której autor został wychowany – w tym przypadku islamu. Autor wspomina, Dlaczego nie jestem chrześcijaninem pod koniec pierwszego rozdziału, stwierdzając, że wiele jej argumentów odnosi się także do islamu.
- Why I Am Not a Hindu (Dlaczego nie jestem hindusem), książka Kanchy Ilaiaha, działacza przeciw indyjskiemu systemowi kastowemu (1996).
- Dlaczego nie jestem naukowcem, antropologa Jonathana M. Marksa (2009).
- Dlaczego nie jestem chrześcijaninem, historyka i filozofa Richarda Carriera.
- Dlaczego nie jestem komunistą, esej Karela Čapka w magazynie Přítomnost (1924).
- Why I Am Not A Property Dualist (Dlaczego nie jestem dualistą właściwości), esej Johna Searle’a, w którym krytykuje filozoficzną postawę dualizmu właściwości.
- Dlaczego przestałem być Żydem, książka izraelskiego historyka Shlomo Sanda (2014).
- Why I Am a Christian (Dlaczego jestem chrześcijaninem), książka angielskiego teologa Johna Stotta (2003).
- Why I Am a Hindu (Dlaczego jestem hindusem), książka indyjskiego polityka i pisarza Shashi Tharoor (2018).
- Why I am Not a Buddhist, książka profesora filozofii na Uniwersytecie Kolumbii Brytyjskiej Evana Thompsona(2020).